# 程家督
程家督，号小鹤，祖籍安徽歙县槐塘，迁居河南省商城县大别山脚下卢店村。
程家督为嘉庆四年（1799年）己未科传胪、四省巡抚程国仁（1764-1824年）之子，为嘉庆十年（1805年）乙丑科进士第二甲第十一名，选翰林院庶吉士。官广西右江兵备道。父子二人先后考中进士，又连科任陕西省考官，传为佳话。